# Jean-Paul Belmondo

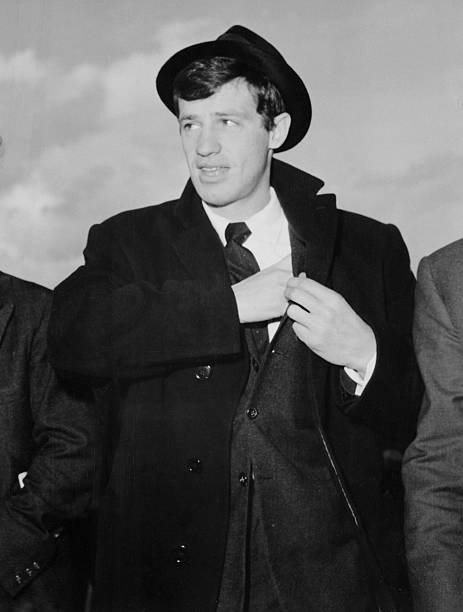
Rome, 1962

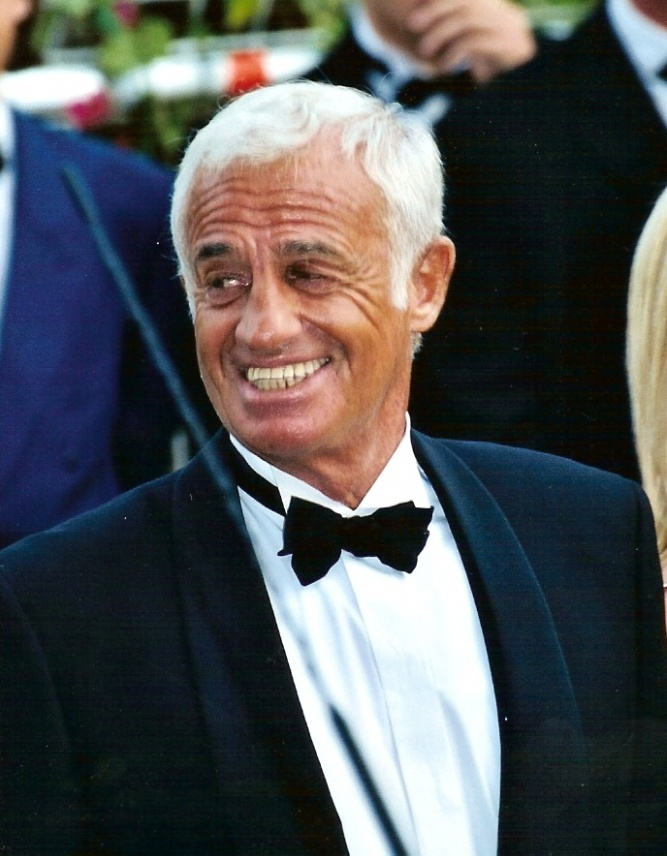
Belmondo in 2001

Jean-Paul Belmondo (Neuilly-sur-Seine, 9 april 1933 — Parijs, 6 september 2021) was een Franse acteur, bekend van film en theater. Hij acteerde in meer dan 80 films.

## Levensloop
Reeds vroeg in zijn carrière boekte Belmondo heel wat grote successen.  In 1959 gaf Claude Chabrol hem zijn eerste belangrijke rol in het drama À double tour. Hij werd het jaar daarop echt beroemd met zijn rol in het drama À bout de souffle van Jean-Luc Godard, die van hem een gewichtig figuur maakte van de nouvelle vague. Vermeldenswaardig in die periode waren eveneens de drie films die hij draaide onder regie van Jean-Pierre Melville. 
Met Cartouche (1962) en L'Homme de Rio (1964), beide geregisseerd door Philippe de Broca, schakelde hij over op meer commerciële films, in het bijzonder komedies en actiefilms. Behalve de Broca deden ook Henri Verneuil, Jacques Deray, Jean Becker, Georges Lautner, Gérard Oury en Claude Lelouch meermaals een beroep op Belmondo's talent. Tussendoor werkte Belmondo nog af en toe samen met de cineasten van de Nouvelle Vague zoals Godard (Pierrot le fou, 1965), Louis Malle (Le Voleur, 1967), François Truffaut (La Sirène du Mississipi, 1969), Chabrol (Docteur Popaul, 1972) en Alain Resnais (Stavisky, 1974). 
Een belangrijk element in de commerciële successen van Belmondo waren de actiescènes en de stunts, die de acteur steevast zelf uitvoerde. Hieraan kwam een einde door een ongeluk op de set van Hold-up (1985).
Halverwege de jaren tachtig ging hij zich weer meer toeleggen op toneel en serieuzere filmrollen. In 2001 kreeg Belmondo een beroerte en sindsdien acteerde hij nauwelijks nog. Wel had hij in 2008 nog een hoofdrol in Un homme et son chien en was hij geregeld te gast op filmfestivals.

## Persoonlijk
Zijn eerste huwelijk was in 1952 met zijn jeugdliefde Élodie Constantin (1952-1968). Zij kregen drie kinderen: Patricia (1953-1993), Florence (1960) en Paul Alexandre (1963). Na de scheiding in 1968 had Belmondo langdurige relaties met achtereenvolgens Ursula Andress, Laura Antonelli, Maria Carlos Sotto Mayor en Barbara Gandolfi. Vanaf 1989 was hij samen met Natty Tardivel. Ze trouwden in 2002 en het jaar daarop werd een dochter geboren, het vierde kind van de toen 70-jarige Belmondo.
Belmondo overleed op 6 september 2021 op 88-jarige leeftijd. Bij het Hôtel des Invalides werd een door duizend mensen bezocht nationaal eerbetoon gehouden waarbij president Macron tot de sprekers behoorde. De uitvaart vond op 10 september plaats in de Église Saint-Germain-des-Prés in Parijs.

## Filmografie
- 1956 - Molière (Norbert Tildian)
- 1957 - À pied, à cheval et en voiture (Maurice Delbez)
- 1958 - Les Copains du dimanche  (Henri Aisner)
- 1958 - Sois belle et tais-toi (Marc Allégret)
- 1958 - Les Tricheurs (Marcel Carné)
- 1958 - Un drôle de dimanche (Marc Allégret)
- 1959 - Les Trois mousquetaires (Claude Barma)
- 1959 - Ein Engel auf Erden (Mademoiselle Ange) (Géza von Radványi)
- 1959 - À double tour (Claude Chabrol)
- 1960 - À bout de souffle (Jean-Luc Godard)
- 1960 - Classe tous risques (Claude Sautet)
- 1960 - Moderato cantabile (Peter Brook)
- 1960 - La Française et l'Amour (sketchenfilm, episode L'Adultère van Henri Verneuil)
- 1960 - La Ciociara (Vittorio de Sica)
- 1961 - Lettere di una novizia (La novice) (Alberto Lattuada)
- 1961 - La viaccia (Mauro Bolognini)
- 1961 - Charlotte et son jules (Jean-Luc Godard) (korte film)
- 1961 - Léon Morin, prêtre (Jean-Pierre Melville)
- 1961 - Une femme est une femme (Jean-Luc Godard)
- 1961 - Les Amours célèbres (sketchenfilm) (Michel Boisrond)
- 1961 - Un nommé La Rocca (Jean Becker)
- 1962 - Le Doulos (Jean-Pierre Melville)
- 1962 - Cartouche (Philippe de Broca)
- 1962 - Un singe en hiver (Henri Verneuil)
- 1963 - L'Aîné des Ferchaux (Jean-Pierre Melville)
- 1963 - Peau de banane (Marcel Ophüls)
- 1963 - Dragées au poivre (Jacques Baratier)
- 1964 - L'Homme de Rio (Philippe de Broca)
- 1964 - Cent mille dollars au soleil (Henri Verneuil)
- 1964 - Échappement libre (Jean Becker)
- 1964 - Week-end à Zuydcoote Henri Verneuil)
- 1964 - La Chasse à l'homme (Edouard Molinaro)
- 1965 - Par un beau matin d'été (Jacques Deray)
- 1965 - Pierrot le fou (Jean-Luc Godard)
- 1965 - Les Tribulations d'un Chinois en Chine (Philippe de Broca)
- 1965 - Paris brûle-t-il? (René Clément)
- 1966 - Tendre Voyou (Jean Becker)
- 1967 - Casino Royale (Val Guest, Ken Hughes, John Huston, Joseph McGrath en Robert Parrish)
- 1967 - Le Voleur (Louis Malle)
- 1968 - Ho! (Robert Enrico)
- 1969 - Le Cerveau (Gérard Oury)
- 1969 - La Sirène du Mississipi (François Truffaut)
- 1969 - Un homme qui me plaît (Claude Lelouch)
- 1970 - Borsalino (Jacques Deray)
- 1971 - Les Mariés de l'an II (Jean-Paul Rappeneau)
- 1971 - Le Casse (Henri Verneuil)
- 1972 - Docteur Popaul (Claude Chabrol)
- 1972 - La Scoumoune (José Giovanni)
- 1973 - L'Héritier (Philippe Labro)
- 1973 - Le Magnifique (Philippe de Broca)
- 1974 - Stavisky (Alain Resnais)
- 1975 - Peur sur la ville (Henri Verneuil)
- 1975 - L'Incorrigible (Philippe de Broca)
- 1976 - L'Alpagueur (Philippe Labro)
- 1976 - Le corps de mon ennemi (Henri Verneuil)
- 1977 - L'Animal (Claude Zidi)
- 1979 - Flic ou Voyou (Georges Lautner)
- 1980 - Le Guignolo (Georges Lautner)
- 1981 - Le Professionnel (Georges Lautner)
- 1982 - L'As des as (Gérard Oury)
- 1983 - Le Marginal (Jacques Deray)
- 1984 - Les Morfalous (Henri Verneuil)
- 1984 - Joyeuses Pâques (Georges Lautner)
- 1985 - Hold-up (Alexandre Arcady)
- 1987 - Le Solitaire (Jacques Deray)
- 1988 - Itinéraire d'un enfant gâté (Claude Lelouch)
- 1992 - L'Inconnu dans la maison (Georges Lautner)
- 1995 - Les cent et une nuits de Simon cinéma (Agnès Varda)
- 1995 - Les Misérables (Claude Lelouch)
- 1997 - La Puce à l'oreille (televisiefilm) (Yves Di Tullio)
- 1996 - Désiré (Bernard Murat)
- 1998 - Une chance sur deux (Patrice Leconte)
- 1999 - Peut-être (Cédric Klapisch)
- 2000 - Les Acteurs (Bertrand Blier)
- 2000 - Amazone (Philippe de Broca)
- 2001 - L'Aîné des Ferchaux (televisiefilm) (Bernard Stora)
- 2008 - Un homme et son chien (Francis Huster)

- Bibsys: 90850426
- Biblioteca Nacional de España: XX1187319
- Bibliothèque nationale de France: cb12199589m (data)
- Catàleg d'autoritats de noms i títols de Catalunya: 981058608328406706
- CiNii: DA12219956
- Gemeinsame Normdatei: 118508733
- International Standard Name Identifier: 0000 0001 2148 6124
- Library of Congress Control Number: n84060101
- Nationale Bibliotheek van Letland: 000193445
- MusicBrainz: 97172d08-021c-40ce-9870-8e267b9fdf5b
- Nationale Bibliotheek van Tsjechië: jn20000700148
- Nationale bibliotheek van Australië: 35855058
- Nationale Bibliotheek van Israël: 987007442004005171
- Nationale Bibliotheek van Polen: a0000002372918
- Nederlandse Thesaurus van Auteursnamen: 07092208X
- Réseau des bibliothèques de Suisse occidentale: 02-A002988209
- Istituto Centrale per il Catalogo Unico: RAVV089329
- SNAC: w62v2kfp
- Système universitaire de documentation: 030615941
- Trove: 1117345
- Virtual International Authority File: 116675373
- WorldCat: E39PBJgXfq3tdbXKRFBjGWg9Xd